# Altilia
Altilia est une commune de la province de Cosenza, dans la région de Calabre, en Italie.

## Administration
| Période                                  | Période  | Identité           | Étiquette | Qualité |
| ---------------------------------------- | -------- | ------------------ | --------- | ------- |
| 17 mai 2011                              | En cours | Pasqualino De Rose |           |         |
| Les données manquantes sont à compléter. |          |                    |           |         |

### Hameaux
Maione

### Communes limitrophes
Belsito, Carpanzano, Grimaldi (Italie), Malito, Martirano, Motta Santa Lucia, Pedivigliano, Scigliano